# Sergey Fyodorovich Rudskoy
Sergey Fyodorovich Rudskoy (chữ Kirin: Серге́й Фёдорович Рудско́й, sinh ngày 2 tháng 10 năm 1960) là một tướng lĩnh Quân đội Liên bang Nga, Anh hùng Liên bang Nga. Ông hiện là Phó Tổng tham mưu trưởng kiêm Tổng cục trưởng Tổng cục Tác chiến Bộ Tổng tham mưu Lực lượng vũ trang Liên bang Nga, quân hàm Thượng tướng.

## Tiểu sử

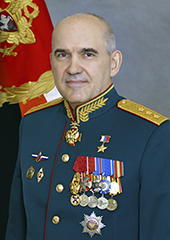
Thượng tướng
Sergey Fyodorovich Rudskoy
Серге́й Фёдорович Рудско́й

Tướng Rudskoy sinh ngày 2 tháng 10 năm 1960 tại Nikolaev, vùng Nikolaev, Cộng hòa xã hội chủ nghĩa Xô Viết Ukraina, nay là Mykolaiv, tỉnh Mykolaiv, Ukraina
Cha của ông là Anh hùng Liên Xô, thiếu tướng binh chủng tăng thiết giáp Fyodor Andreevich Rudskoy (1921-1982).
Năm 1977, ông tốt nghiệp Trường Thiếu sinh quân Suvorov Minsk; năm 1981, tốt nghiệp Trường Cao đẳng Chỉ huy Vũ khí Liên hợp Moskva.
Ông tham gia cuộc chiến Chechnya, năm 1995, với quân hàm trung tá và là chỉ huy Trung đoàn súng trường cơ giới Cận vệ 255 Stalingrad-Korsun.
Ngày 13 tháng 12 năm 2012, ông được thăng quân hàm Trung tướng.
Ngày 24 tháng 11 năm 2015, ông được bổ nhiệm làm Tổng Cục trưởng Tổng Cục Tác chiến của Bộ Tổng tham mưu Lực lượng vũ trang Liên bang Nga - Phó Tổng tham mưu trưởng thứ nhất Lực lượng vũ trang Liên bang Nga.
Ngày 22 tháng 2 năm 2017, ông được thăng quân hàm Thượng tướng.
Ông là Ủy viên Hội đồng biên tập Tạp chí "Tư tưởng quân sự" của Nga.
Ông bị Chính phủ Vương quốc Anh quy kết là tội phạm chiến tranh ở Syria vì hỗ trợ Chính quyền al-Assad và do đó bị Anh cấm vận từ năm 2022. Đến năm 2023, ông lại bị Liên minh châu Âu cấm vấn vì lý do Tổng cục Tác chiến do ông làm thủ trưởng là cơ quan chịu trách nhiệm chính về vạch kế hoạch tác chiến xâm lược Ukraina.